# 西ノ入菜月
西ノ入 菜月（にしのいり なつき、1995年5月4日-）は、仙台放送のアナウンサー。

## 人物
小学5年のときにスカウトされ、アヴィラに所属し「内田菜月」の芸名でタレント活動をしていた。
共立女子大学卒業後、2018年入社。
大学在学中、フジテレビ主催アナウンサー養成講座を受講、BSフジNEWSに31期学生キャスターとして出演（同期に日本放送協会（NHK）姫野美南局員ら）。

## 担当番組
- スポルたん!LIVE (2018年7月 -) ※5代目アシスタント
- 仙台放送 Live News it!（木・金キャスター）
- 仙台放送NEWS